# عزت الطرابلسي
عزت الطرابلسي اقتصادي وسياسي سوري، تولى العديد من المناصب الاقتصادية في سورية ويعتبر المؤسس لمصرف سورية المركزي.

## حياته
ولد عزت طرابلسي في دمشق عام 1913 ويرجع البعض أصول هذا اللقب نسبة لطرابلس الليبية حيث تعود إليها أصول العائلة ، درس الثانوية في مكتب عنبر في دمشق، وفي العام 1930 دخل كلية الحقوق في دمشق، وتخرج منها ثم انتقل إلى باريس للحصول على دكتوراه في القانون والعلوم السياسية.
بعد تخرجه عاد إلى دمشق ومارس المحاماة من عام 1934 وحتى عام 1938 وبدأ بعد ذلك بالتدريس في جامعة دمشق، في عام 1939،أصبح عزت الطرابلسي قاضياً في محكمة الأملاك العقارية، في عام 1947 ترك الطرابلسي التدريس الجامعي وعمل في وزارة المالية مديراً لدائرة الدخل قبل أن يصبح مديراً لمرفأ اللاذقية عام 1950.
بعد ذلك بعام، عين طرابلسي مديراً للجمارك وأصبح بعدها معاوناً لوزير المالية. وفي عام 1955، أصبح عزة طرابلسي حاكماً لمصرف سورية المركزي. وعندما قامت الوحدة بين سوريا ومصر عام 1958، عزل عزة من منصبه. عارض طرابلسي سياسة حكومة عبد الناصر المالية التي أضنت البلاد وأيد حركة الانفصال التي أطاحت بحكومة الوحدة عام 1961.
وعندما أراد الرئيس ناظم القدسي تسليم السلطة المالية لمحايد، أوكل إلى طرابلسي إعادة تهيئة الاقتصاد في البلاد. وبذلك عين طرابلسي عام 1962 كوزير للاقتصاد الوطني في حكومة رئيس الوزراء خالد العظم. وفي شباط من عام 1963، أصبح طرابلسي وزيراً للمالية أيضاً. وقد عزم طرابلسي على إعادة تهيئة قطاع سوريا الصناعي المضطرب الذي أممه الرئيس جمال عبد الناصر في محاولة لإعادة توزيع الثروة في البلاد.
وضع طرابلسي عدة قوانين لمحو الطابع الاشتراكي الذي صبغت به سورية خلال سنوات الوحدة. وقد اقترح إعادة ملكية المصانع والأملاك المؤممة إلى مالكيها الأصليين وتعويض أصحاب الأراضي والمصانع عن خسارتهم المادية في سنوات الوحدة. وقد قوبل القرار بالترحيب من قبل أصحاب المصانع والتجار الذين أعلن بعضهم إفلاسه خلال سنين الوحدة.
ورغم ديناميكية الخطة وعمليتها لم توضع الخطة قيد التنفيذ، وفي عام 1963 تسلم حزب البعث السلطة في البلاد وأسس نظاماً اشتراكياً فيها يعتمد على نموذج عبد الناصر في مصر. وبذلك عزل كل من العظم وطرابلسي ونفيا إلى لبنان. استقر طرابلسي في بيروت وأصبح مديراً عاماً لمصرف بلوم.

## مؤلفاته
ألّف عزت الطرابلسي عدّة كتب ومنها:
1. الزراعة في سورية باللغة الفرنسية.
2. الخطوط الكبرى للسياسة الاقتصادية والاجتماعية في سورية العربية.
3. دراسات في المالية العامة والموارد العامة والضرائب والقروض، بالاشتراك مع الوزير السوري السابق عوّاد بركات.

## وفاته
توفي عزت الطرابلسي عام 2000 في لبنان عن عمر ناهز السابعة والثمانون عاماً، ليبقى الطرابلسي الذي وصفه خالد بك العظم في مذكراته أنه من «خيرة الشبان الذين درسوا في فرنسا وحازوا الدكتوراه في العلوم المالية» ، شخصية اقتصادية وطنية، لايمكن أن تنسى في التاريخ السوري.